# Bothriechis
As víboras do gênero Bothriechis são conhecidas como víboras arborícolas ou de toca, pois  vivem nas árvores e se entocam durante o dia.
São oriundas da América Central onde são encontradas nas florestas tropicais úmidas.
Todas as espécies dessas cobras são venenosas.

## Algumas espécies
- Bothriechis schlegeli Cobra-de-pestana
- Bothriechis lateralis Víbora-listrada
- Bothriechis bicolor Víbora-das-palmeiras
- Bothriechis thalassinus
- Bothriechis marchii
- Bothriechis nigroviridis